# Haltepunkt Nürnberg-Rehhof
Nürnberg-Rehhof ist ein Haltepunkt im östlichen Nürnberger Stadtteil Rehhof an der Bahnstrecke Nürnberg–Irrenlohe. Er verfügt über zwei 120 m lange und 96 cm hohe Außenbahnsteige. Der Haltepunkt wird von der Linie S 2 der S-Bahn Nürnberg (Roth – Nürnberg – Hartmannshof) bedient. Für Pendler gibt es 85 B+R-Stellplätze.
Die Eröffnung des Haltepunkts durch die Deutsche Bundesbahn fand am 26. September 1987 mit der Betriebsaufnahme der ersten Nürnberger S-Bahn-Linie statt. Im Zuge der Bauarbeiten für die S1-Verlängerung Richtung Hartmannshof wurden die Bahnsteige im Jahr 2010 auf 140 Meter verlängert und die Gleise auf eine Bahnsteighöhe von 76 cm gebracht.

## Anbindung
Die S-Bahn-Linie S 2 (Roth – Nürnberg – Hartmannshof) bedient Rehhof jeweils im 20-Minuten-Takt mit den Triebfahrzeugen der DB-Baureihe 442 vom Typ Bombardier Talent 2.
| Linie | Strecke | Taktfrequenz                                                                                                  | Fahrzeugmaterial                       |
| ----- | --- | --- | -------------------------------------- |
| S2    | Roth – Büchenbach – Rednitzhembach – Schwabach – Schwabach-Limbach – Katzwang – Reichelsdorfer Keller – Nürnberg-Reichelsdorf – Nürnberg-Eibach – Nürnberg-Sandreuth – Nürnberg-Steinbühl – Nürnberg Hbf – Nürnberg-Dürrenhof – Nürnberg Ostring – Nürnberg-Mögeldorf – Nürnberg-Rehhof – Nürnberg-Laufamholz – Schwaig – Röthenbach (Pegnitz) – Röthenbach-Steinberg – Röthenbach-Seespitze – Lauf West – Lauf (links Pegnitz) – Ottensoos – Henfenfeld – Hersbruck (links Pegnitz) – Happurg – Pommelsbrunn – Hartmannshof Stand: Fahrplanwechsel Dezember 2023 | 20/40 min (Roth–Schwabach) 20 min (Schwabach–Lauf) 20/40 min (Lauf–Hersbruck) 60 min (Hersbruck–Hartmannshof) | DB 1440.0 (Alstom Coradia Continental) |